# Claude Tresmontant
Claude Tresmontant (5. srpna 1925, Paříž – 16. dubna 1997, tamtéž) byl francouzský filozof, helénista a teolog, který vyučoval středověkou filosofii a filosofii vědy na Sorbonně. Byl členem akademie morálních a politických věd.

## Filosofie
Křesťanství představuje pro Tresmontanta „obecnou teorii skutečnosti“. Vysvětluje existenci toho, co je, na rozdíl od experimentálních věd, které nám umožňují poznávat přírodu. Je přesvědčen, že lidský rozum je schopen dokázat Boží existenci. Metafyziku a ontologii nechápe jako čistou apriorní vědu v kantovském smyslu, ale jako racionální analýzu empirické skutečnosti, předkládané nám vědami.
Za základ teologie Tresmontant považuje důkaz, že
1. existuje transcendentální absolutní bytost – stvořitel nebe a země –, již můžeme nazvat Bohem;
2. tato bytost k nám promluvila tím, že se nám zjevila.

K prvnímu bodu argumentuje výsledky čtyř svých analýz: existence a vyladění vesmíru, objevení informace ve vzniku života, který svou nízkou entropií stojí na hranici druhého termodynamického zákona; růst této informace a objevení člověka, bytosti, která je nadána vědomím a může celý vesmír reflektovat. K druhému argumentuje jsoucností proroků.
V christologii vyjadřuje Tresmontant přesvědčení, že Ježíš Kristus přináší člověku nový program, namísto programu geneticky získaného, uloženého v paleokortexu.
Tresmontant se nejvíce obává moderního křesťanského iracionalismu, který označuje jako patologii křesťanství.
Pro křesťanskou filosofii vidí několik zásadních úkolů:
1. Podat křesťanský a hebrejský monoteismus srozumitelně v jasných pojmech.
2. Podat křesťanský a hebrejský monoteismus v nezkreslené podobě.
3. Jasně ukázat, že hebrejský a křesťanský monoteismus je racionální, dokonce že je jedinou opravdu racionální filosofií.

## Modernistická krize
V roce 1991 vedl seminář o modernistické krizi. Modernistickou krizí nazývá hlubokou krizi, která nastala v katolickém myšlení na počátku 20. století. Byl to konflikt jednak s objevy přírodních věd, protiklad evoluční teorie a fixního vnímání stvoření, a pak také objevy biblické exegeze, která prokázala, že Bible nebyla sepsána naráz, ale že zachycuje postupný vývoj myšlení hebrejského národa. Dalším jevem modernistické krize bylo střetnutí katolické teologie a moderní filosofie, zejména systémů, které sestavili Immanuel Kant a Georg Wilhelm Friedrich Hegel. Tyto systémy nejsou podle Tresmontanta slučitelné s tradiční katolickou teologií, protože nedisponují dostatečně silnou teorii poznání, protože pochybují o síle lidského rozumu, protože jsou málo racionalistické.
V boji s objevy přírodních věd a biblickou kritikou vystupovali podle Tresmontanta titíž lidé, kteří dnes tvoří lefebvrovské schisma. Naopak pro pravou katolickou teologii není výše uvedené problémem, jak podle Tresmontanta prokázal Druhý vatikánský koncil.

## Citáty
| „                                                          | Novorozeně přichází vlastně do světa hříchu, do světa zločinu. | “ |
| — Claude Tresmontant, Základní pojmy křesťanské metafyziky |                                                                |   |

## V češtině
- Výklad učení Rabbiho Ješuy z Nazareta, Timotej, 1993
- Základní pojmy křesťanské metafyziky, Aula, 1994
- Bible a antická tradice. Esej o hebrejském myšlení, Vyšehrad 1970, Vyšehrad 1999
- Teodicea neb otázka zla, Timotej, 1999
- Základy teologie, Barrister & Principal, 2000
- Dějiny vesmíru a smysl stvoření, Academia, 2002
- Hebrejský Kristus. Jazyk a stáří evangelií, Barrister & Principal, 2004
- Otázky naší doby. Filozoficko-teologický slovník, Barrister & Principal, 2004